# Zelena kemija v Pomurju

## Kaj je zelena kemija?
Kemijske industrije še v marsikateri državi predstavljajo pomemben del zaposlovanja ljudi. Z razvojem tehnologije in novega znanja se tudi kemijska industrija spreminja. Postaja vedno bolj prijazna do zdravja ljudi in okolja v katerem živimo .Najpreprostejša razlaga zelene kemije je nov način pristopa k preprečevanju onesnaževanja. Njen namen je načrtovati celoten postopek kemijske proizvodnje in že na tej ravni preprečiti onesnaževanje. Gre za oblikovanje kemičnih izdelkov in samega procesa, kjer se ne uporabljajo nevarne snovi in ni veliko odpadkov oz. jih sploh ni. Tako lahko preprečimo onesnaževanje okolja in ne ogrožamo zdravja ljudi. 
Zeleno kemijo lahko primerjamo z navadno kemijsko industrijo kot ekološko kmetovanje in intenzivno kmetovanje.Oba težita k pridobivanju hrane le na drugačen način. Intenzivno kmetijstvo želi doseči čim večji pridelek in zaslužek, uporabljajo mehanizacijo (traktorje, kombajne), veliko škropijo in uporabljajo umetna gnojila, uporabljajo nove vrste semen(gensko spremenjene). Med tem ko je ekološko kmetovanje popolno nasprotje intenzivnemu. Uporablja se hlevski gnoj, škropiva naravnega izvora, sejejo stare vrste semen,…).

### 12 principov zelene kemije
Za opredelitev industrije, da je ta zelena kemija so potrebne smernice. Te smernice opredeljujejo neko kemijsko industrijo za zeleno kemijo. Če tehnologija proizvodnje zajema le eno izmed teh 12 načel se že opredeljuje kot zelena kemija. Največ teh načel zajema biotehnologija, ki upošteva skorajda vseh 12 načel zelene kemije. Ta načela so:
1. Bolje je preprečiti in zmanjšati odpadke, kot jih iz okolja očiščevati.
2. Pri procesu sinteze je zelo pomembno, da se izkoristijo vsi materiali tekom proizvodnje in se izguba teh čim bolj zmanjša.
3. Tehnologije sinteze se zavzemajo in so oblikovane tako, da se tekom sinteze ne uporabljajo nevarne in strupene kemikalije, ki škodujejo zdravju ljudi in okolju.
4. Kemični izdelki morajo biti zasnovani na ta način, da se njihova učinkovitost in kakovost ne zmanjša hkrati se pa zmanjša njihova škodljivost zdravju ljudi in onesnaževanja okolja.
5. Uporaba topil, sredstev za ločevanje in podobno se minimalizira ali se ne uporabi kadar to ni potrebno.
6. Potreba po energiji se naj čim bolj zmanjša in na ta način postane proces bolj ekonomičen in okolju prijazen. Sintetične metode naj bi bile izvedene pri temperaturi in tlaku okolja.
7. Surovine oziroma končni izdelki morajo imeti možnost recikliranja in ponovne uporabe ko je to le možno.
8. Če je možno se izogibamo derivatizaciji, ne spreminjamo fizikalne, kemijske procese, izogibamo se zaščiti in blokiranju določenih kemijskih skupin.
9. Na mesto stehiometričnih reagentov uporabimo katalizatorje in biokatalizatorje.
10. Kemični izdelki morajo biti zasnovani tako da po uporabi jih lahko recikliramo in ponovno uporabimo, pri tem pa ne onesnažujejo okolja in škodujejo zdravju ljudi.
11. Analitične metode je potrebno še naprej razvijati, da bi lahko v času procesa spremljali in imeli nadzor nad nastajanjem nevarnih snovi tekom procesa.
12. Pri izbiri snovi, ki se uporabljajo v kemičnem procesu je potrebno izbrat tako, da se preprečijo nesreče (eksplozije, požari, izpust nevarnih snovi,..) [3].

## Uporaba zelene kemije v Pomurju
V Sloveniji se zelena kemija še ne pojavlja na vseh možnih področjih. Ta oblika kemije in industrije je še v razvoju. Slovenija kot članica Evropske unije se je s podpisom pogodbe zavzela za razvoj trajnostnega razvoja. S tem naj bi do leta 2020 zmanjšala izpuste toplogrednih plinov za 6 % in povečala rabo obnovljivih virov energije s 16 % na 25 %. V Pomurju se prav tako pojavijo obrati, kjer lahko govorimo o zeleni kemiji. To so predvsem prehrambena industrija, bioplinarne, geotermalna voda, farmacevtska industrija. Poleg prehrambene in farmacevtske industrije se oblika zelene kemije pojavlja predvsem kot obnovljivi viri energije. Ti viri se kar do 44 % uporabljajo v namen ogrevanja in tehnološko toploto. Sama pomurska regija si prizadeva k ohranjanju okolja in teži k trajnostnemu razvoju. Zato se je v tej regiji povečala uporaba obnovljivih virov in se uveljavlja zelena kemija v kemijsko industrijo. .

#### Biomasa
Med obnovljivi viri se najpogosteje pojavlja uporaba biomase to je les za kurjavo na mesto kurilnega olja in plina. V občini Beltinci obratuje eden izmed daljinskih sistemov ogrevanja na lesno biomaso (DOLB sistem). Prav tako v občini Cankova sta postavljena dva kotla na lesno biomaso, ki ogrevata nekaj hiš in javnih stavb .

#### Sončna energija
Potencial izkoriščanja te vrste energije je zelo velik, še posebej za proizvodnjo tople sanitarne vode in električne energije. V Pomurki regiji je vse skupaj vgrajenih 158 sončnih kolektorjev s celotno površino 1004 m2. S površino 200.000 m2 sončnih celic, bi pokrili okrog 15 % celotne potrebe električne energije Pomurja. Če bi 15 % pomurskih hiš imelo sončne celice za le toplo sanitarno vodo, bi privarčevali približno 800.000 litrov kurilnega olja ali več kot 5.000 m3 lesa . V Pomurju podjetje Arcont Gornja Radgona proizvaja električno energijo s pomočjo sončne elektrarne na strehi podjetja. Pridobljeno energijo uporablja za lastno delovanje, preostanek energije dovaja 275 gospodinjstvom. Med preostalimi sončnimi elektrarnami so na strehah trgovskega centra BTC Murska Sobota, Pomurske mlekarne, D&M Solar, Cerop Puconci in Mitra Puconci.

#### Geotermalna energija
V Pomurju se nahaja kar 65 % slovenskega geotermalnega potenciala. Proizvodnih vrtin je 31 vse se pa ne uporabljajo v namen ogrevanja. Z geotermalno vodo se v Lendavi in Murski Soboti ogrevajo stanovanja. Prav tako se uporablja za ogrevanje rastlinjakov v Tešanovcih in Radmožancih ter Dobrovniku. V Lendavi se z geotermalno vodo ogrevajo poleg stanovanj tudi šole, zdravstveni dom, terme in vrtec. Delujoče vrte z izkoriščanjem geotermalne energije se nahajajo v Tešanovcih, Moravskih Toplicah, Lendavi, Murski Soboti, Dobrovniku, Mala Nedelja, Banovci in Radenci .

#### Vodna energija
V ostalem predelu Slovenije je veliko hidroelektrarn, med njimi jih je največ na reki Dravi. V Pomurju je bilo veliko razpravljanja o hidroelektrarni na reki Muri. Ta je v zadnjem času ponovno aktivna tema, vendar strokovnjaki in investitorji še zdaj niso prišli do dogovora.

#### Bioplin
V Pomurju je veliko kmetijskih površin in veliko je poljedelskih odpadkov ali energetskih rastlin (koruza) za predelavo biomase v bioplin.  To je plin, ki nastaja tekom anaerobne fermentacije z gnitjem ali vrenjem organskih snovi s pomočjo anaerobnih (brez kisika) mikroorganizmov. Pridobivanje bioplina omogoča učinkovito obdelavo organskih odpadkov, da ti ne gredo v nič . Trenutno obratuje 10 bioplinskih naprav, ki pa za obratovanje potrebujejo kar 3.800 ha kmetijskih površin, To je približno 7 % vseh kmetijskih površin v tej regiji. Med največjimi biopliarnami sta bioplinarna Kolar Marjan v Logarovcih in Bioplinarna Nemščak v Ižakovcih.

#### Farmacevtska in prehranbena industrija – biotehnologija
Tudi farmacevtska industrija je na seznamu zelene kemije. Prav zaradi svoje kemijske proizvodnje. Med najbolj znanimi podjetji so Galex v Murski Soboti, Lek in Ilirija v Lendavi ter Krka v Ljutomeru. Med prehrambeno industrijo so v Pomurju zelo značilne Pomurske mlekarne. Tu  z biotehnološkimi procesi predelujejo mleko in mlečne izdelke. Z biotehnološkimi postopki  se v Pomurju predeluje tudi vino. Biotehnološki procesi se izvajajo tudi na čistilnih napravah kadar se voda biološko čisti s pomočjo mikroorganizmov. Saj je onesnaževanje voda eden izmed perečih problemov Pomurja.

## Kaj je biotehnologija?
Med različne definicije biotehnologije spadajo tudi naslednje:
» Biotehnologija je uporaba živih organizmov ( rastlin, živali in mikroorganizmov) v industriji, okoljevarstvu, medicini in kmetijstvu« (Popov, 2015, str. 117).
»…uporablja biološke sisteme ( celice ali tkiva) ali biološke molekule ( encime ali prititelesa) za/v industriji za komercialne izdelke.« (Walsh, 2007, str. 2)
Biotehnologija se uporabljala že nekoč pri pripravi in predelavi piva, vina, sira, jogurtov, fermentiranega mesa (salame) in podobno. Vendar v tistih časih še ljudje niso vedeli, da te procese sprememb  povzročajo mikroorganizmi.  Danes se biotehnologija uporablja ne le v prehranbeni industriji temveč tudi v molekularni biologiji, farmaciji, genskem inženiringu in podobno . Pri tem pa je tudi namen biotehnologije povečati proizvodnjo hrane. Tako, da vplivajo na gensko sestavo živih organizmov (živali in rastlin) na ta način,  jih genetsko spreminjajo. Biotehnologija je v farmacevtski industriji pomembna, omogoča proizvodnjo zdravil na naravni bazi. Uporabljajo se mikroorganizmi, glive, encimov, tkiva živih organizmov za proizvodnjo tako imenovanih bioloških zdravil. Biološka zdravila lahko zdravijo anemijo, sladkorno bolezen in podobno, saj nadomestijo nekatere proteine v človeškem organizmu. Ta zdravila so med drugim tudi vitamini, antibiotiki. Pri tem pa je zelo pomembno, da so farmacevtske družbe, ki izdelujejo zdravila z biotehnološkimi procesi prav tako konkurenčna kot ostale farmacevtske družbe, katerih je proizvodnja sintetična.